# Aponuphis willsii
Aponuphis willsii är en ringmaskart som beskrevs av Cantone och Bellan 1994. Aponuphis willsii ingår i släktet Aponuphis och familjen Onuphidae. Inga underarter finns listade i Catalogue of Life.